# Tarzan
Tarzan, născut John Clayton II, este un personaj fictiv. Copil sălbatic arhetipic, crescut în junglele africane de mangani (maimuțe mari), Tarzan realizează contactul cu civilizația, numai pentru a o respinge și a reveni la sălbaticie ca un aventurier eroic. 
Creat de Edgar Rice Burroughs, Tarzan și-a făcut prima apariție în 1912, în revista  The All-Story. Romanul Tarzan of the Apes a fost publicat în 1914. Au urmat 23 de continuări, câteva versiuni ale altor autori, și nenumărate adaptări în alte medii, autorizate și neautorizate.
Tarzan este considerat unul dintre cele mai cunoscute personaje literare din lume.

## Biografia personajului
Tarzan este fiul unor nobili britanici care au fost abandonați pe coasta Africii de către răzvrătiți. Când Tarzan era bebeluș, mama sa a murit, iar tatăl său a fost ucis de Kerchak, conducătorul tribului de maimuțe de care Tarzan a fost adoptat.
La scurt timp după pierderea părinților, Tarzan devine un copil sălbatic, intergrându-se în tribul de primate cunoscut sub numele de Mangani, o specie necunoscută de știință. Kala este mama sa maimuță. Burroughs a adăugat povești care au loc în timpul adolescenței lui Tarzan în cea de-a șasea carte a sa, Jungle Tales of Tarzan.

### Nume
„Tarzan” este numele de maimuță al lui John Clayton, viconte Greystoke, conform cărții lui Burroughs Tarzan, Lord of the Jungle. Surse ulterioare, mai puțin canonice, în special filmul Greystoke din 1984, îl numesc conte de Greystoke. Naratorul din Tarzan al maimuțelor descrie atât „Clayton”, cât și „Greystoke” ca fiind nume fictive, lăsând să se înțeleagă că, în lumea fictivă în care trăiește Tarzan, acesta ar putea avea un alt nume real.
Burroughs a luat în considerare și alte nume pentru personaj, printre care „Zantar” și „Tublat Zan”, înainte de a se hotărî asupra lui „Tarzan”. Deși drepturile de autor asupra lui Tarzan of the Apes au expirat în Statele Unite și în alte țări, Edgar Rice Burroughs, Inc. revendică numele „Tarzan” ca marcă înregistrată.

### Jane

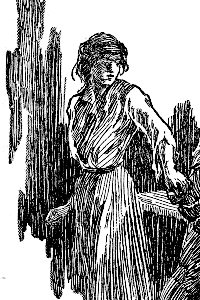
Jane Porter, ilustrație din 1916

La vârsta de 21 de ani, Tarzan întâlnește o tânără americană pe nume Jane Porter. Ea, tatăl ei și ceilalți membri ai grupului lor sunt abandonați în aceeași junglă în care s-au rătăcit părinții umani ai lui Tarzan 20 de ani mai devreme. Când Jane se întoarce în Statele Unite, Tarzan părăsește sălbăticia în căutarea ei. În The Return of Tarzan, Tarzan și Jane se căsătoresc. În cărțile ulterioare, cei doi locuiesc pentru o vreme în Anglia. Au un fiu, Jack, care primește numele de maimuță Korak (Ucigașul). 
Tarzan este disprețuitor față de ceea ce el consideră a fi ipocrizia civilizației, așa că Jane și el se întorc în Africa, stabilindu-și reședința pe o proprietate vastă din Africa de Est britanică, care devine o bază pentru aventurile ulterioare ale lui Tarzan.
După cum se dezvăluie în Tarzan's Quest, Tarzan, Jane, prietenul maimuță al lui Tarzan, Nkima, și aliații lor au obținut unele dintre pastilele lui Kavuru care acordă nemurirea consumatorului lor.

### Abilități fizice

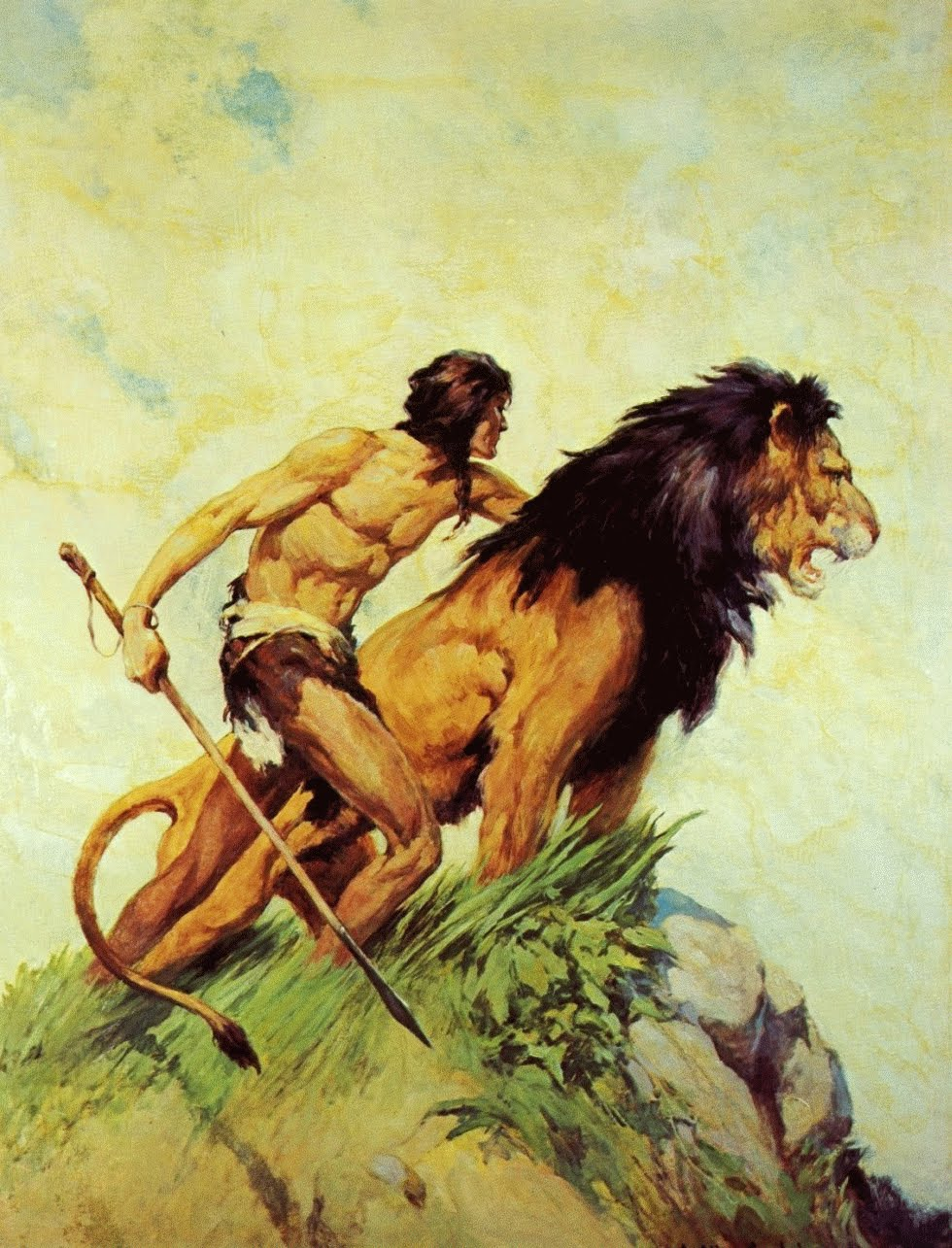
Tarzan and the Golden Lion, ilustrație din 1922

Educația lui Tarzan în junglă îi conferă abilități mult peste cele ale oamenilor obișnuiți. Printre acestea se numără cățăratul, atârnatul și săriturile, la fel de performante ca ale oricărei maimuțe mari. Se folosește de crengi, se leagănă de liane, și își poate folosi picioarele pe post de mâini (preferă să meargă desculț pentru că se bazează pe flexibilitatea picioarelor goale), o abilitate dobândită printre maimuțele antropoide.
Forța, viteza, rezistența, agilitatea, reflexele și abilitățile sale de înot sunt extraordinare; s-a luptat nu doar cu mangani adulte, ci și cu gorile, lei, rinoceri, crocodili, pitoni, leoparzi, rechini, tigri, căluți de mare uriași și chiar dinozauri (când a vizitat Pellucidar). Tarzan este un vânător iscusit și își folosește auzul excepțional și simțul acut al mirosului pentru a urmări prada sau pentru a evita prădătorii.

### Limbaj
Așa cum a fost descris inițial, Tarzan/John Clayton este foarte inteligent și articulat, și nu vorbește într-o engleză stâlcită, așa cum îl descriu filmele clasice din anii 1930. El poate comunica cu multe specii de animale, și s-a dovedit a fi un imitator priceput, fiind capabil să replice perfect sunetul unei împușcături.
Tarzan este alfabetizat în limba engleză. Educația sa academică este autodidactă, acesta vizitând cabana în care a copilărit și studiind abecedare/cărți cu ilustrații pentru copii. Astfel, Tarzan devine pe deplin conștient de geografie, de istoria de bază a lumii și de arborele genealogic al familiei sale.

## Cultura populară
Tarzan este adesea folosit ca poreclă pentru a indica o asemănare între caracteristicile unei persoane și cele ale personajului fictiv. Indivizii cu o capacitate excepțională de a se cățăra și de a sări sunt adesea porecliți „Tarzan”. Un exemplu este jucătorul de baseball american Joe Wallis.
Comediana Carol Burnett a fost deseori îndemnată de publicul său să execute strigătul lui Tarzan, care o caracterizează. Ea a explicat că acesta își are originea în tinerețe, când ea și un prieten au vizionat un film cu Tarzan.
Tarzan and Jane este un cântec și videoclip al grupului danez Toy-Box de pe albumul lor de debut, Fantastic (1999).
Tarzan Boy este single-ul de debut al grupului italian Baltimora.

### Film
Primele filme cu Tarzan au fost filme mute, apărute la câțiva ani după crearea personajului și adaptate după romanele originale. Primul actor care l-a interpretat pe Tarzan a fost Elmo Lincoln, în filmul Tarzan of the Apes din 1918. Odată cu apariția filmelor cu sunet, s-a dezvoltat o franciză populară de filme Tarzan, care a durat din anii 1930 până în anii 1960. Începând cu Tarzan the Ape Man din 1932 și până în 1948, franciza a fost ancorată de fostul înotător olimpic Johnny Weissmuller, în rolul principal. Filmele cu Tarzan din anii 1930 îi prezentau adesea pe însoțitorul cimpanzeu al lui Tarzan, Cheeta, pe consoarta acestuia, Jane (căreia nu i se dă de obicei un nume de familie), și un fiu adoptat, cunoscut sub numele de „Boy”.
Printre lansările mai recente se numără Tarzan, the Ape Man (1981), cu Miles O'Keeffe și Bo Derek. Tony Goldwyn i-a dat voce lui Tarzan în filmul de animație Disney cu același nume, lansat în 1999 (devenind astfel primul mare film de animație cu Omul Maimuță). În film, familia de mangani a fost prezentată ca una de gorile. Această versiune a marcat un nou început pentru Tarzan, inspirându-se în egală măsură din Burroughs, cât și din filmul live-action din 1984, The Legend of Tarzan, Lord of the Apes. De atunci, au fost lansate alte două filme Tarzan live-action, Tarzan and the Lost City din 1998 și The Legend of Tarzan din 2016, ambele filme de epocă care s-au inspirat din scrierile lui Edgar Rice Burroughs.

### Știință
Filozofia primitivistă a lui Tarzan a fost asimilată de nenumărați fani, printre care se numără Jane Goodall, care descrie seria Tarzan ca având o influență majoră asupra copilăriei sale. Ea afirmă că a simțit că ar fi fost o soție mult mai bună pentru Tarzan decât soția sa fictivă, Jane, și că atunci când a început să trăiască printre cimpanzei și să îi studieze, și-a împlinit visul de a trăi printre maimuțele mari, la fel ca Tarzan.
Tarzan este comemorat în denumirea științifică a unei specii de cameleon, Calumma tarzan, care este endemică în Madagascar.

### Literatură
Mowgli, personajul lui Rudyard Kipling, a fost citat ca fiind o influență majoră pentru crearea lui Tarzan de către Burroughs. Mowgli a fost, de asemenea, o influență pentru o serie de alte personaje de „băieți sălbatici”.
Jerry Siegel l-a numit pe Tarzan și un alt personaj al lui Burroughs, John Carter, ca fiind primele surse de inspirație pentru crearea lui Superman.
Popularitatea lui Tarzan a inspirat numeroși imitatori în reviste de tip pulp. O parte dintre aceștia, precum Kwa și Ka-Zar, au fost copii directe sau slab voalate.

## Cărți
1. Tarzan of the Apes (1912)
2. The Return of Tarzan (1913)
3. The Beasts of Tarzan (1914)
4. The Son of Tarzan (1915)

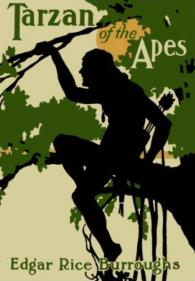
Tarzan of the Apes (1912), supracoperta primei ediții.

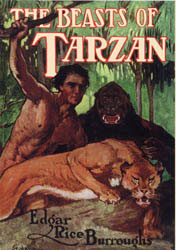
The Beasts of Tarzan (1914)

5. Tarzan and the Jewels of Opar (1916)
6. Jungle Tales of Tarzan (povești 1916–1917)
7. Tarzan the Untamed (1919)
8. Tarzan the Terrible (1921)
9. Tarzan and the Golden Lion (1922)
10. Tarzan and the Ant Men (1924)
11. Tarzan, Lord of the Jungle (1927)
12. Tarzan and the Lost Empire (1928)
13. Tarzan at the Earth's Core (1929)
14. Tarzan the Invincible (1930)
15. Tarzan Triumphant (1931)
16. Tarzan and the City of Gold (1932)
17. Tarzan and the Lion Man (1933)
18. Tarzan and the Leopard Men (1932)
19. Tarzan's Quest (1935)
20. Tarzan the Magnificent (1936)
21. Tarzan and the Forbidden City (1938)
22. Tarzan and the Foreign Legion (1947, scris în 1944)
23. Tarzan and the Tarzan Twins (1963, povești din 1927-36)
24. Tarzan and the Madman (1964, scris în 1940)
25. Tarzan and the Castaways (1965, povești din 1940-41)
26. Tarzan: The Lost Adventure (1995, versiune rescrisă din 1946)